# Zágra
Zágra (románul: Zagra) falu Romániában, Erdélyben, Beszterce-Naszód megyében.

## Fekvése
Besztercétől 48 kilométerre északnyugatra, a Cibles déli lábánál fekszik. A község határának 38%-a erdő és 35%-a legelő.

## Nevének eredete
Neve szláv eredetű, jelentése 'hegyen túl'.

## Története
Első előfordulásakor, 1440-ben (Zagra) puszta faluként jegyzik, tehát bizonyos, hogy korábban már létezett. A radnai uradalom román falva volt. 1733-ban 220 családot írtak benne össze, tíz pappal (valószínűleg kolostor működött benne). 1764 és 1851 között a Határőrvidék egyik századának a székhelye, majd 1861 és 1876 között Naszód vidéke egyik járásának székhelye volt. 1795-ben 262 házból állt, körülbelül ezer lakossal. 1876-tól Beszterce-Naszód vármegyéhez tartozott. 1897-ben olvasókört és kórust, 1907-ben népbankot alapítottak benne. Az ezredforduló környékén elsősorban gyümölcstermesztő falu. Főbb utcái már 1904-ben ki voltak kövezve. Akkor 269 fából és 28 kőből épült lakóház állt benne, 247 dránicával és ötven szalmával fedve.
1880-ban 1127 lakosából 1087 volt román és 30 cigány anyanyelvű; 1105 görögkatolikus vallású.
2002-ben 1158 lakosából 1156 volt román nemzetiségű; 1023 ortodox és 121 pünkösdi vallású.

## Látnivalók
- Ortodox (korábban görögkatolikus) fatemplomát 1698-ban, 1778-ban vagy 1785-ben építették Bethlenkörtvélyesen és onnan a helyi Gavrilă Onișor hozatta át és állította föl 1938-ban.
- A falutól délre fekvő, 1800 m²-es felületű Zágrai-tó-ban mocsári teknősök élnek.

## Híres emberek
- Itt született 1884-ben Nicolae Drăganu nyelvész.